# Conrad Gessner
Conrad Gessner, talora citato come Konrad Gessner (Zurigo, 26 marzo 1516 – Zurigo, 13 dicembre 1565), è stato un naturalista, teologo e bibliografo svizzero.
Erudito, in possesso di una cultura poliedrica, coltivò lo studio di numerose scienze, dalla teologia alla filologia, dalla botanica e zoologia alla medicina. L'importanza della sua opera si segnala soprattutto per il primo tentativo di realizzare una bibliografia "universale" delle opere in greco, latino e ebraico allo scopo di raccogliere l'intero patrimonio librario in un'opera che ne rendesse testimonianza ai posteri. La sua Bibliotheca Universalis lo qualifica come il primo autore moderno di una bibliografia di ampio respiro.

## Biografia
Nacque in Svizzera, figlio di Ursus Gessner. Il padre notò presto l'intelligenza del figlio e lo mandò a vivere con il prozio, che coltivava erbe medicinali. Qui Conrad acquisì familiarità con molte piante e i loro usi medicinali che lo portarono ad un interesse permanente nel campo della storia naturale.
Gessner studiò prima al Carolinum e poi entrò nel seminario Fraumünster dove studiò i classici latini. A scuola impressionò i suoi insegnanti, tanto che alcuni di loro lo aiutarono materialmente a proseguire la sua formazione presso università come Strasburgo e Bourges (1532-1533). Uno addirittura gli fece da padre adottivo dopo la morte di suo padre alla Battaglia di Kappel (1531). Dopo la scomparsa del padre lasciò Zurigo e si recò a Strasburgo. Qui ampliò la sua conoscenza delle lingue antiche studiando l'ebraico presso l'Accademia di Strasburgo. Nel 1535, l'inquietudine religiosa lo spinse di nuovo a Zurigo, dove fece un matrimonio imprudente. I suoi amici ancora una volta vennero in suo aiuto e gli consentirono di studiare a Basilea (1536).
Nel corso della sua vita Gessner si interessò di biologia e raccolse campioni descrivendo la fauna selvatica mediante i suoi viaggi e l'ampia corrispondenza con amici e studiosi. Il suo approccio alla ricerca è costituito da quattro componenti principali: l'osservazione, la dissezione, i viaggi in terre lontane e una descrizione accurata. Questo approccio all'osservazione attenta era nuovo agli studiosi del Rinascimento, perché di solito in precedenza ci si basava completamente sugli scrittori classici per la ricerca.

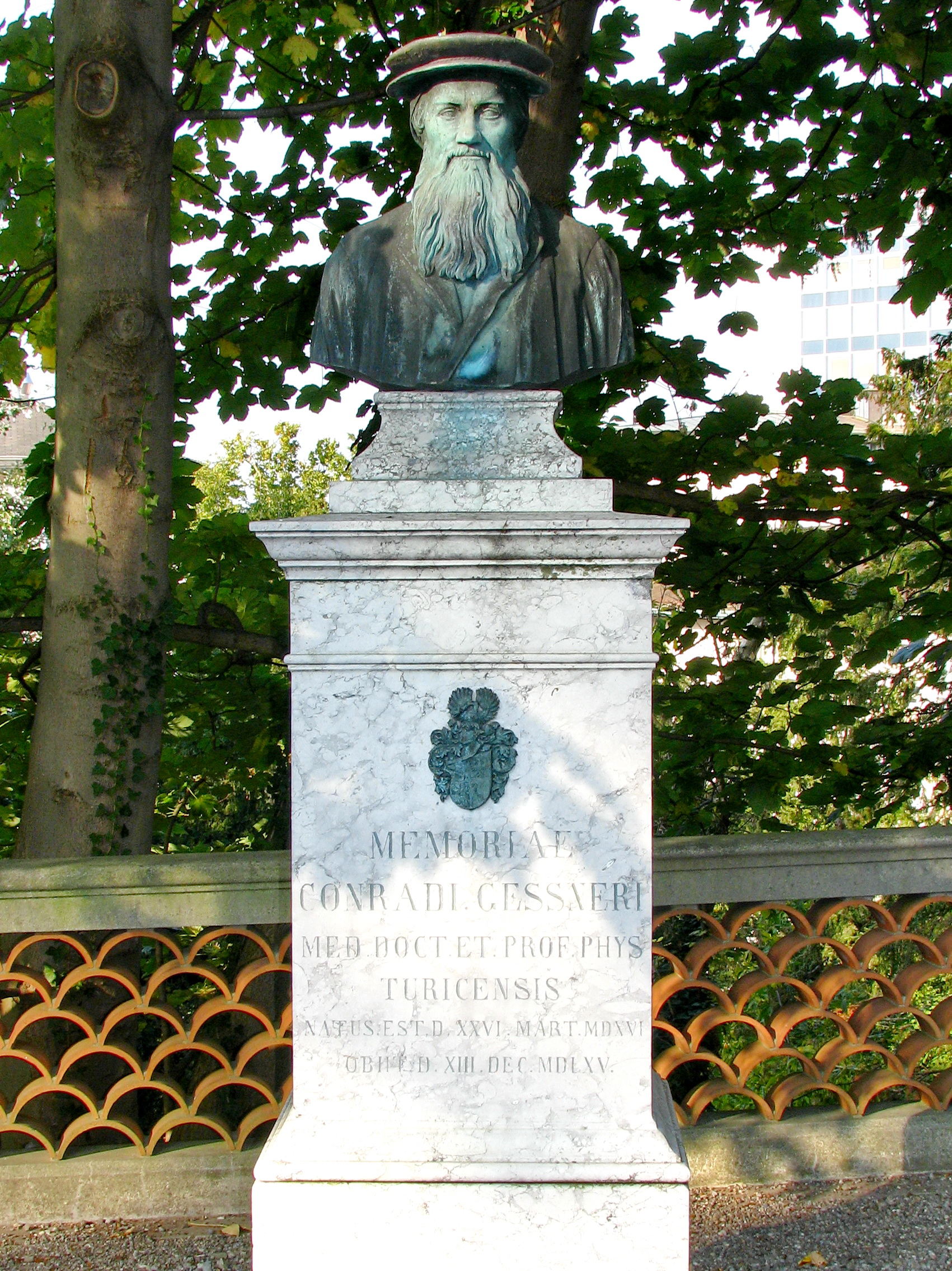
Monumento a Conrad Gessner all'Antico orto botanico di Zurigo

Nel 1537 i suoi sponsor ottennero per lui la cattedra di greco all'Università di Losanna appena fondata (allora appartenente a Berna). Qui ebbe il tempo libero per dedicarsi agli studi scientifici, in particolare alla botanica.
Dopo tre anni di insegnamento, Gessner poté andare all'allora celebre Università di Montpellier, dove ottenne il dottorato (1541). Si stabilì quindi a Zurigo dove praticò la medicina e ottenne un posto di lettore di fisica aristotelica al Carolinum, precursore dell'Università di Zurigo.
Dopo il 1554 divenne il medico della città ed è lì, a parte un paio di viaggi in paesi stranieri e in estate i viaggi botanici annuali nella sua terra nativa, che passò il resto della sua vita dedicandosi alla preparazione di opere su molti argomenti di vario genere. 
Non contento di così grandi opere, Gessner era anche attivo come linguista, scrivendo, nel 1555, il suo libro intitolato Mithridates de differentis linguis, un trattato sulle circa 130 lingue conosciute, con il Padre nostro in ventidue lingue. Gessner morì di peste bubbonica, l'anno successivo alla sua investitura a nobile, il 13 dicembre 1565.

## Bibliotheca Universalis
Pubblicò nel 1545 Bibliotheca Universalis, che diventerà il punto di riferimento della bibliografia, non solo come guida per gli studiosi, ma anche per la formazione delle biblioteche pubbliche e private. A spingere Gessner alla realizzazione di quest'opera fu il pericolo incombente dell'avanzata dei turchi in Europa e anche la distruzione della prestigiosa biblioteca del re Mattia Corvino. Proprio perché voleva contribuire alla salvezza e alla conservazione dei documenti scritti dalla civiltà umana, quelli del passato e quelli del presente, invocava la costituzione di biblioteche pubbliche, le sole che potessero conservare a lungo i libri. La Bibliotheca segnala circa 12.000 opere che diverranno 15.000 con l'Appendix, fatta seguire nel 1555.
L'autore indica anche le fonti di cui si è servito: biblioteche di Roma, Firenze, Bologna e Venezia, nonché i cataloghi editoriali, i repertori speciali, citazioni ed elenchi. La sua era una biblioteca ideale: la raccolta di titoli di opere di determinati autori che dovrebbero far parte di una biblioteca reale, costituita appunto da quei libri. L'opera pertanto era destinata ai contemporanei, in quanto li doveva aiutare nella scelta, e ai posteri.
In un primo momento Gessner pensò di occuparsi solo di autori antichi e dei migliori moderni, ma poi preferì inserire anche autori meno importanti. Introdusse commenti e giudizi critici; oltre all'autore ed al titolo dell'opera vengono fornite note tipografiche, indicazioni del formato, numero delle pagine e prezzo. Fu Gessner a mettere a punto la scheda bibliografica tuttora in uso nei cataloghi delle biblioteche prospettando egli stesso un esemplare del suo repertorio per questa utilizzazione.
La biblioteca è costituita da 2 parti la Bibliotheca Universalis e le Pandectae:
- la prima riporta in ordine alfabetico i nomi degli autori con indice degli autori elencati;
- la seconda parte, intitolata Pandectae, è realizzata con una suddivisione per aree specifiche, superando l'articolazione in 21 classi del sapere; in questa sezione la catalogazione è ampliata anche ai testi in volgare.

L'invito a continuare la sua opera, perfezionandola, non ebbe molto successo. Alcuni anni dopo Conrad Lycosthenes pubblicò un'opera analoga che altro non era che la sua Bibliotheca, spogliata delle notizie aggiuntive e delle valutazioni critiche. Gessner ne fu molto amareggiato, soprattutto perché venivano meno i principi ispiratori dell'opera.
L'opera ebbe 12 successive continuazioni, tra il 1551 e il 1731, sebbene Gesner non sia mai riuscito a terminarla, questa è stata considerata diretta discendente di quella scritta da Trithemius nel 1494 e precursore delle successive pubblicazioni di carattere bibliografico.

## Historiae animalium
Le Historiae animalium (1551-1558), un’opera enciclopedica di 4.500 pagine e contenente numerose illustrazioni, costituisce la più completa opera di zoologia del Rinascimento. Vi sono descritti più di mille animali (ma non mancano creature mitologiche come l’unicorno), compresi animali delle Indie Orientali e delle Americhe. L’opera, in quattro volumi, era il frutto di una sintesi di varie fonti: la Bibbia, Aristotele, Plinio,  di comunicazioni che gli giungevano dai suoi numerosi corrispondenti e dell’osservazione diretta. Seguendo la classificazione di Aristotele, il primo volume trattava dei quadrupedi vivipari; il secondo volume dei quadrupedi ovipari; il terzo degli uccelli e il quarto degli animali acquatici. Un quinto volume sui serpenti fu pubblicato postumo nel 1587.  In ciascun volume gli animali erano ordinati alfabeticamente.

## Opere
- 1537  Dizionario greco-latino

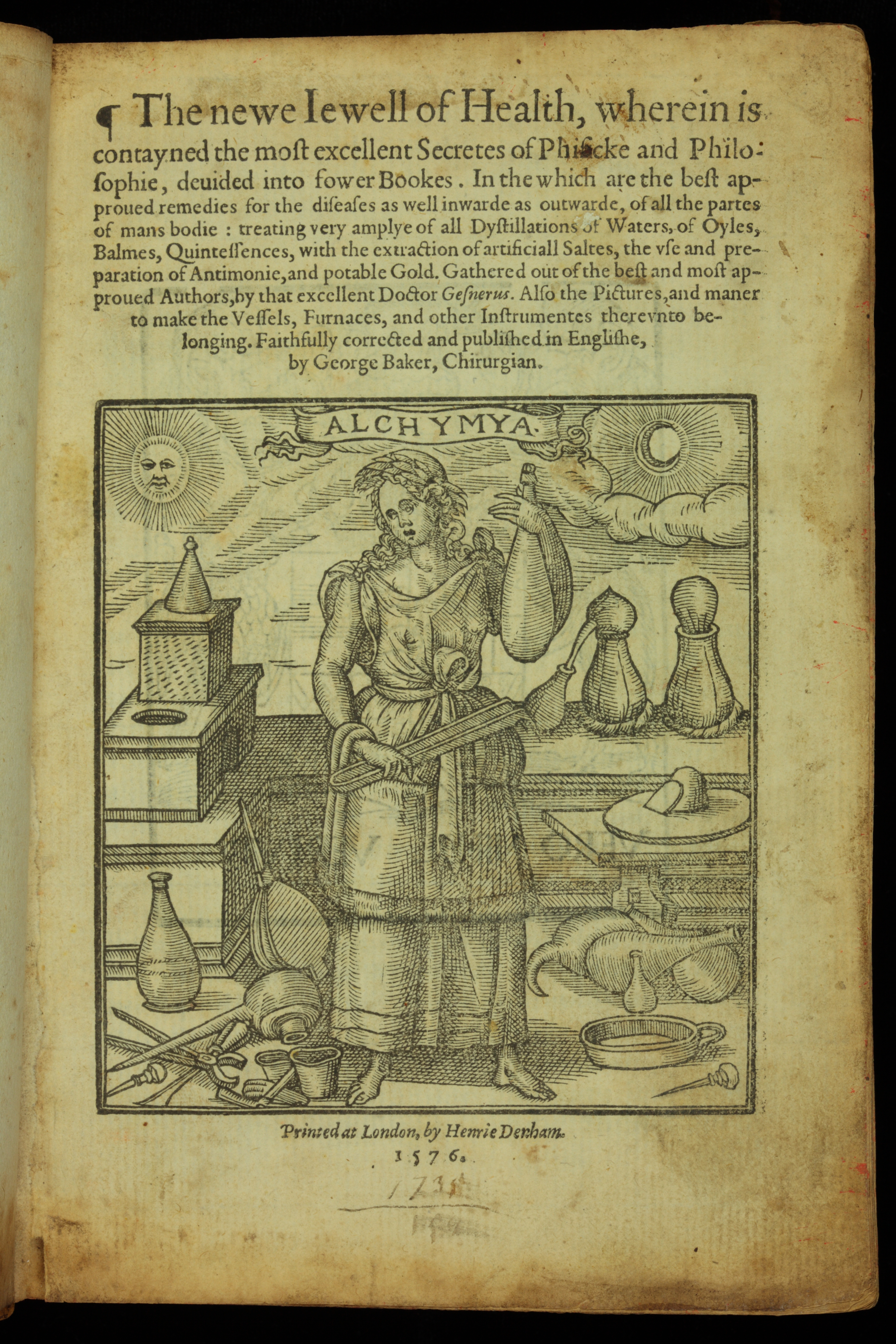
Copertina di The new Iewell of Health, 1576

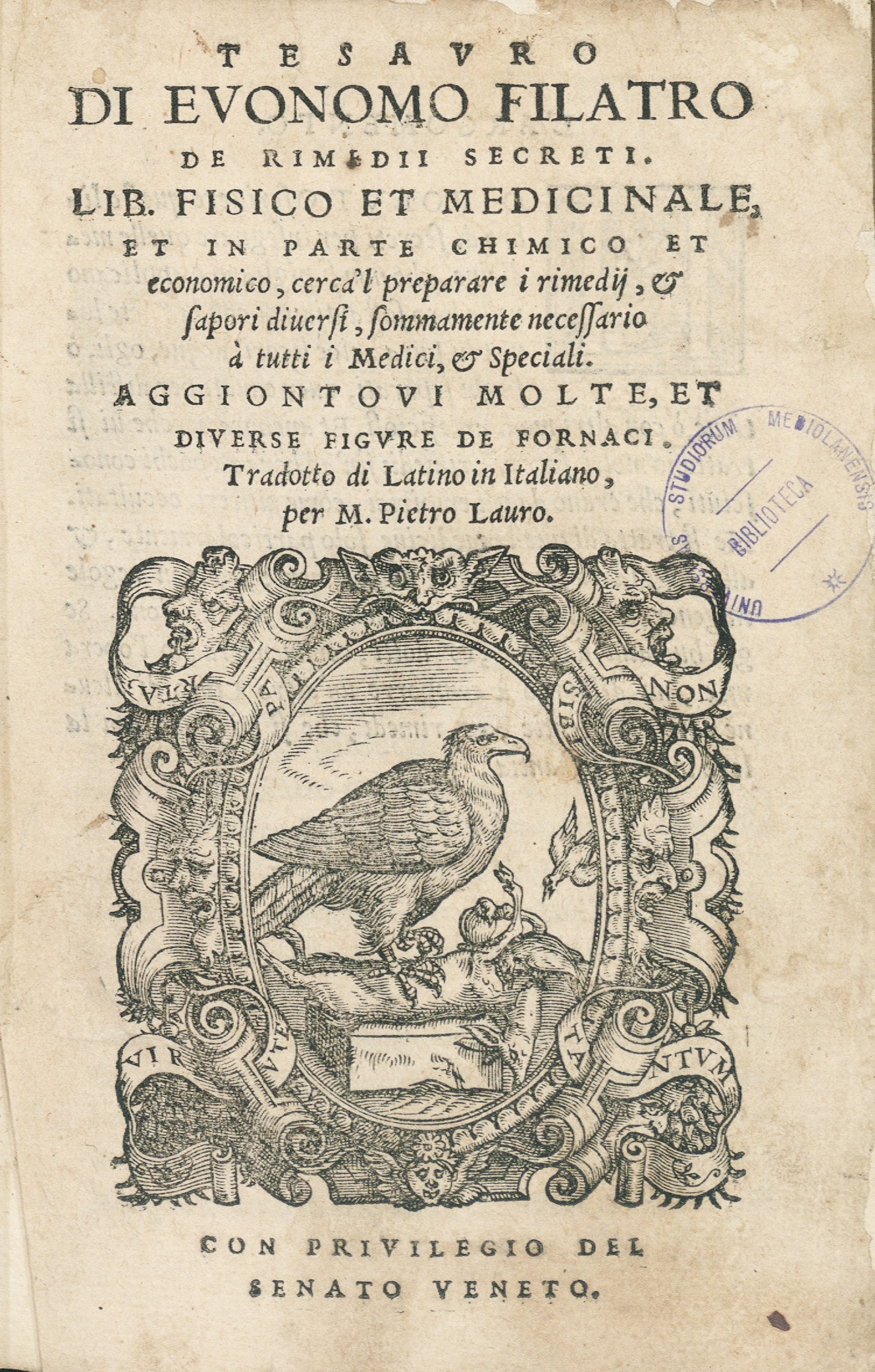
Tesauro di Euonomo Filatro de rimedii secreti, 1556

- 1541  Enchiridion historiae plantarum
- (LA) Historia plantarum et vires, Basel, Robert Winter, 1541.
- (LA) Catalogus plantarum, Zürich, Christoph Froschauer, 1542.
- 1545  Bibliotheca universalis (edizione Zurigo, Christoph Froschauer) (ed. J. Simler  1574)
- 1545  Libellus de lacte et operibus lactariis
- 1548  Pandectarum sive partitionum universalium libri xxi
- 1551–1558 Historiae animalium
  1. 1551 Quadrupedes vivipares
  2. 1554 Quadrupedes ovipares
- 1552 Thesaurus Euonymi Philiatri
- 1553 Corpus Venetum de Balneis
- 1555 Mithridates de differentis linguis
- (LA) De secretis remediis, Zürich, Andreas Gesner, 1554.
- (LA) De raris et admirandis herbis, quae sive quod noctu luceant, sive alias ob causas, lunariae nominantur, Zürich, Andreas Gesner & Jacob Gesner, 1555.
- Tesauro di Euonomo Filatro de rimedii secreti, Venezia, Giovanni Battista Sessa e Melchiorre Sessa, 1556.
  1. 1555 Avium natura
  2. 1558 Piscium & aquatilium animantium natura
- Historia Plantarum (ed. 1750)
- Der ... Theil des köstlichen und theuren Schatzes Euonymi Philiatri. Band 2. Geßner, Zürich / Straub, S. Gallen 1583 (versione digitalizzata)